# Barczatka sosnówka
Barczatka sosnówka (Dendrolimus pini) – motyl z rodziny barczatkowatych.
 Rójka
lipiec-sierpień, w godzinach wieczornych.
Wygląd
Rozpiętość skrzydeł 6–9 cm, występuje duża zmienność ubarwienia (od barwy jasnej do prawie czarnej), na pierwszej parze skrzydeł biała plamka, wyraźny dymorfizm płciowy, często występuje zjawisko mimikry; larwa – gąsienica do 9 cm, barwa zmienna, przez grzbiet ciała przebiega ciemniejsza pręga, na 2 i 3 segmencie występują dwie granatowe przepaski, na 7 i 8 jest plamka w kształcie litery V, poczwarka typu zamkniętego – około 15 mm, kremaster (pęczek haczyków na końcu odwłoka) jest tępo zakończony, spoczywa w oprzędzie.
Pokarm
Młoda larwa do późnej jesieni żeruje jedynie na igłach sosny, rzadziej świerka (zjada kilka igieł), jest odporna na spadki temperatur, na okres zimowy schodzi do ściółki i zimuje w okolicy pnia. Po zejściu pokrywy śnieżnej (czasem w końcu lutego) larwa wchodzi po pniu w korony drzew, tam intensywnie żeruje zjadając igły, pączki i korę młodych pędów (do 900 igieł).
Imago nie pobiera pokarmu.
Rozród
Samica składa jaja najczęściej na pędach po około 200, rozwój embrionalny trwa około jednego tygodnia, Przepoczwarczenie w koronie drzew, generacja jednoroczna sporadycznie dwuletnia.
Znaczenie
W leśnictwie szkodnik fizjologiczny, pierwotny, monofag, dotykający drzewostanów sosnowych lub mieszano-sosnowych, z możliwością występowania w formie gradacyjnej. Największe znaczenie w regionie Polski północnej i płn-zach. Gołożery doprowadzać mogą do wydzielania się posuszu.